# Gonatodes caudiscutatus
Gonatodes caudiscutatusis een hagedis die behoort tot de gekko's en de familie Sphaerodactylidae.

## Naam en indeling
De wetenschappelijke naam van de soort werd voor het eerst voorgesteld door Albert Günther in 1859 als Gymnodactylus caudiscutatus. Ze werd verzameld in de Ecuadoriaanse Andes door de Britse zoöloog en ontdekkingsreiziger Louis Fraser.
De soortaanduiding caudiscutatus betekent vrij vertaald 'gepantserde staart'.

## Verspreiding en habitat
De soort komt voor in delen van het noordwesten van Zuid-Amerika en leeft in de landen Colombia, Ecuador en Peru. Ze komt ook voor op de Galapagoseilanden als ingevoerde soort die er verwilderd is. De habitat bestaat uit vochtige tropische en subtropische bossen, zowel in laaglanden als in bergstreken. Ook in door de mens aangepaste streken zoals plantages kan de hagedis worden gevonden.

## Beschermingsstatus
Door de internationale natuurbeschermingsorganisatie IUCN is de beschermingsstatus 'veilig' toegewezen (Least Concern of LC).